# Ape regina

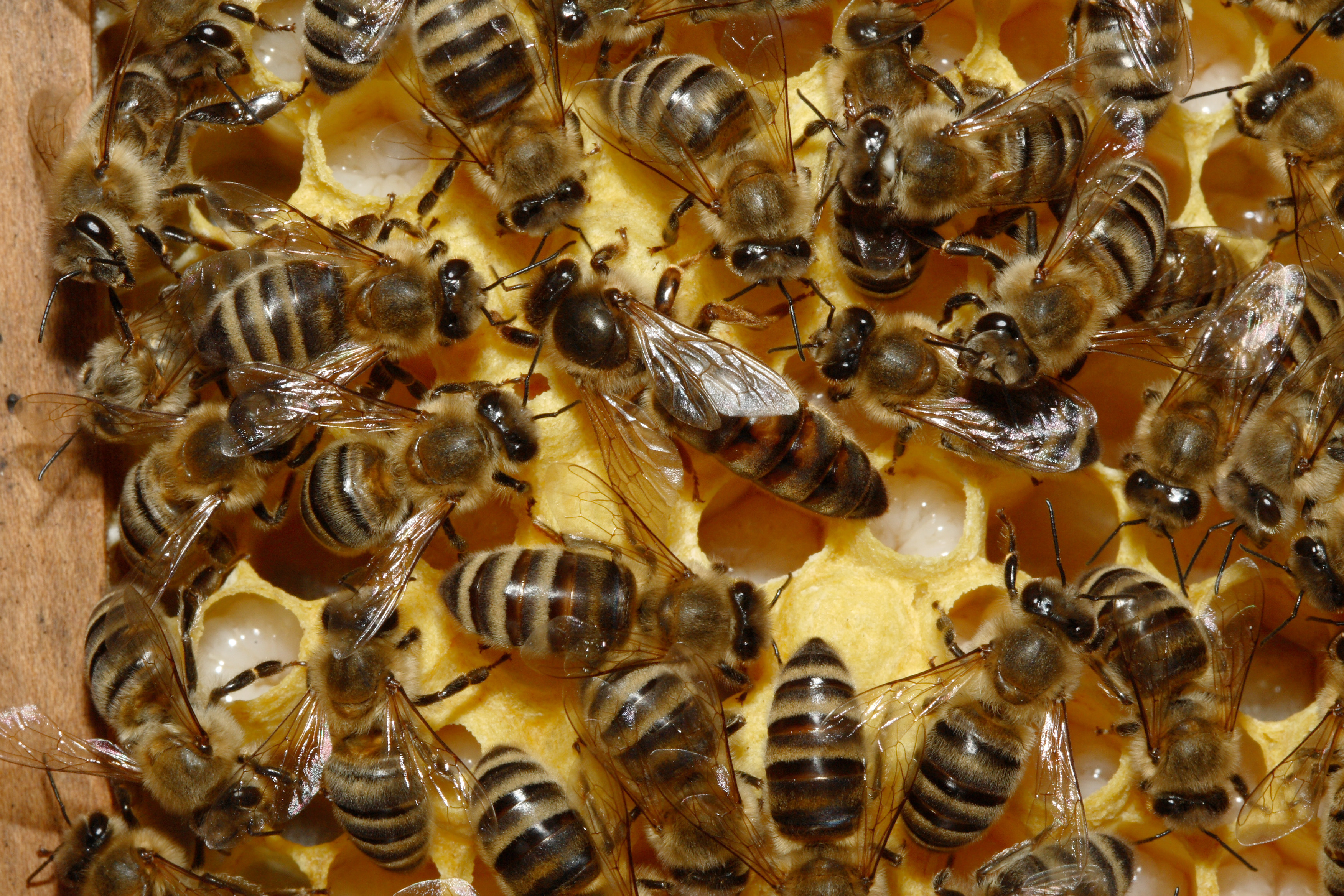
Ape regina con operaie

L'ape regina è un individuo adulto, fertile, femminile della colonia d'api; normalmente è la madre di tutte le api presenti nell'alveare.
La regina si sviluppa da una larva selezionata dalle api operaie e nutrita con pappa reale al fine di renderla sessualmente matura, quindi, in situazioni ordinarie all'interno della famiglia d'api, è l'unico individuo fertile.

## Sviluppo

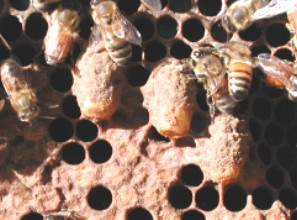
Celle reali a forma di arachide che si estendono verso l'esterno e verso il basso del telaino di covata. Questa immagine mostra probabilmente celle reali di emergenza.

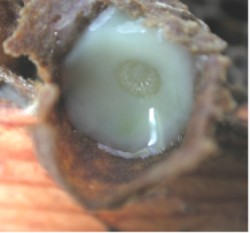
Larva di regina immersa nella pappa reale all'interno di una cella reale aperta.

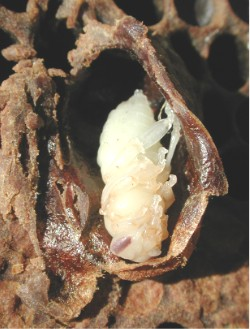
Cella reale aperta per mostrare la pupa dell'ape regina (con gli occhi che si stanno inscurendo).

La regina si sviluppa più completamente delle operaie, sessualmente immature, poiché le viene fornita, per un lungo periodo di tempo, la pappa reale, una secrezione delle ghiandole presenti sul capo delle giovani operaie. Essa si sviluppa in una cella, la cella reale, appositamente costruita, più grande delle ordinarie celle dell'alveare e orientata verticalmente anziché orizzontalmente.
| Tipo   | Uovo     | Larva        | Cella chiusa | Pupa     | Periodo di sviluppo | Volo nuziale    | Deposizione delle uova |
| ------ | -------- | ------------ | ------------ | -------- | ------------------- | --------------- | ---------------------- |
| Regina | 3 giorni | 5 1/2 giorni | 7 1/2 giorni | 8 giorni | 16 giorni           | circa 20 giorni | circa 23 giorni        |

Le migliori regine emergono da celle reali di sciamatura. Mentre la giovane larva di regina pupa è con la testa rivolta verso il basso,  le operaie rinchiudono la parte superiore della cella con cera. Quando è pronta per uscire, si apre con le mandibole un varco circolare sul cielo della cella che appare come un coperchio incernierato.
Celle reali che appaiono aperte su un lato indicano che probabilmente la regina vergine è stata uccisa da una rivale.
Quando le giovani regine sono pronte a emergere, spesso cominciano a emettere uno stridìo, udibile anche all'esterno dell'arnia da un orecchio esperto, che avrebbe lo scopo di avvisare le altre regine vergini pronte a emergere dalla propria cella reale (regina canora). Se non sono bloccate dalle api operaie, le neonate regine vergini, una volta emerse, possono rapidamente raggiungere e uccidere le regine rivali che sono ancora all'interno della loro cella. Nel periodo della sciamatura, le api operaie possono tenere separate le giovani regine al fine di averne diverse di vive per un periodo più lungo. Le regine in eccesso possono allontanarsi dall'arnia con uno sciame primario o secondario per dividersi così in nuove famiglie. La separazione delle regine vergini può rappresentare un'ulteriore precauzione per la sopravvivenza dell'alveare. Nel periodo precedente alla sciamatura la vecchia regina blocca l'ovideposizione parecchi giorni prima di allontanarsi con lo sciame primario. Di solito ci sono diverse celle reali in via di maturazione all'interno dell'alveare. Se una regina vergine non rientra da un volo nuziale, le api possono supplire con una di riserva. Una famiglia orfana che non ha larve di meno di quattro giorni non può far sviluppare una regina di emergenza.

## Riproduzione
La regina vergine sopravvissuta in una famiglia in una giornata calda e soleggiata vola fuori dell'alveare per accoppiarsi con 12-15 fuchi. Lo sperma dei fuchi viene "stivato" nella spermateca della regina. La fecondazione avviene successivamente, quando un uovo dall'ovidotto si avvicinerà all'uscita e in quel momento uno spermatozoo l'andrà a fecondare, passandogli tutti i caratteri genetici del fuco padre. È preferibile l'espressione "volo nuziale" a "volo di fecondazione", usata da molti apicoltori ma inesatta. Da un uovo fecondato nasce un'ape, "diploide", cioè con i caratteri genetici sia del padre sia della madre. Da un uovo non fecondato nasce invece un fuco, "aploide", in quanto ha solo i caratteri genetici da parte di madre. Un'ape regina la cui spermateca si è esaurita o non è mai stata riempita è detta "regina fucaiola", perché depone uova da cui possono nascere solo fuchi. Questo può avvenire se la regina vergine non esce dall'alveare dopo una ventina di giorni dalla nascita, ad esempio a causa del maltempo. Il suo istinto le farà cominciare il suo compito di ovodepositrice che la porterà a deporre uova aploidi. La presenza di una regina fucaiola in genere rappresenta la fine di una famiglia, in quanto le api operaie non hanno più uova e/o larve neonate da cui allevare una nuova regina e non vi sarà più il ricambio delle operaie stesse. Inoltre, se vi è un insufficiente numero di fuchi oppure se le condizioni atmosferiche sono sfavorevoli per un accoppiamento ottimale, può succedere che la regina accumuli nell'apposita spermateca pochi spermatozoi maschili, cosicché resterà fertile per un periodo variabile, ma inferiore ai 2-3 anni che rappresentano la norma. Appena comprendono che la regina non è più efficiente, le api operaie possono tentare di sostituire la regina, a patto che le condizioni meteorologiche e stagionali permettano un nuovo volo nuziale e che vi siano abbastanza fuchi in circolazione. Un caso particolare e raramente osservato (nelle api del Capo, in Sud Africa, ed in alcuni ceppi di api americane ed europee) è la riproduzione per partenogenesi, in cui regine e operaie possono nascere da uova non fecondate deposte da api operaie.

## Sostituzione
La sostituzione è il processo con cui la vecchia regina viene sostituita da una nuova regina. Ciò può avvenire naturalmente oppure essere indotto. La sostituzione naturale avviene per l'età avanzata (2 anni) della vecchia regina, oppure per una malattia o per un difetto che la rende meno efficace nella sua funzione. Una delle cause collegate all'età è il calo di emissione di feromone reale. Sembra che anche la malattia del nosema delle api sia implicata nella sostituzione della regina.
Il processo di sostituzione naturale inizia con la preparazione di celle reali per iniziare l'allevamento di nuove regine che sostituiranno la vecchia, ancora attiva nella ovideposizione. La posizione di queste celle, generalmente nei bordi dei telaini di covata, differisce da quella delle celle di emergenza, poste in genere nel centro del telaino di covata: ciò perché se la vecchia regina scompare o non è in grado di ovideporre, le operaie devono utilizzare uova o larve già deposte e quindi in posizione centrale. Quando la nuova regina è pronta le operaie uccidono la precedente regina per raggomitolamento: le operaie avvolgono la regina formando una massa che porta alla morte per surriscaldamento e soffocamento. Il raggomitolamento viene usato anche per uccidere nuove regine introdotte nell'alveare senza precauzioni dall'apicoltore, in quanto non riconosciute come tali e quindi ritenute estranee, oppure grossi predatori, come per esempio vespe che si introducono nell'alveare a caccia di larve. La sostituzione con celle reali può essere effettuata solo se vi sono fuchi in grado di accoppiarsi con la nuova regina.

## Ape regina vergine
Un'ape regina vergine è un'ape regina che non si è ancora accoppiata con dei fuchi; presenta dimensioni intermedie tra l'ape operaia e l'ape regina feconda residenziale ed è molto più attiva che nei periodi successivi. È difficile individuarla ispezionando un telaino perché corre attraverso il favo, saltando sopra le api operaie se necessario, e possono perfino alzarsi in volo se disturbate a sufficienza. Possono essere notate soffermandosi sulle pareti e sugli angoli dell'arnia durante l'ispezione.
Pare che le api regine vergini emettano poco feromone reale e spesso non vengano riconosciute come regine dalle api operaie. Un'ape regina vergine nelle sue prime ore dopo l'emersione dalla cella reale può essere introdotta nell'ingresso di un alveare orfano ed essere accolta, mentre un'ape regina fecondata è di solito riconosciuta come estranea e corre il rischio di essere uccisa dalle operaie più anziane.
Le api regine vergini possono trovare rapidamente e uccidere col pungiglione qualsiasi altra regina emersa, o essere soppresse a loro volta, così pure come ogni regina non ancora emersa dalla cella reale, individuata tramite il canto: le regine ancora racchiuse nelle celle reali in procinto di uscire rispondono al canto della regina vergine libera.
Osservando una cella reale si può comprendere se la regina è uscita, in tal caso la sua punta è tagliata e aperta, oppure è stata soppressa, allora vi è un foro laterale attraverso cui la regina libera ha trafitto quella ancora racchiusa.

## Il canto della regina
Con canto della regina si intende il rumore emesso dalle api regine. Le regine adulte comunicano attraverso segnali vibranti: suoni acuti da parte delle regine vergini nelle loro celle regali e modulati da parte delle regine libere nella colonia. Una regina vergine può emettere il canto frequentemente prima di emergere dalla sua cella e per un breve periodo in seguito. Le regine accompagnate possono emettere questo richiamo brevemente dopo essere state rilasciate in un alveare. Il canto è descritto in vari modi come la trombetta suonante e schiamazzante di un bambino. È abbastanza rumoroso e può essere sentito chiaramente fuori dall'alveare. Il canto è prodotto dal moto del volo senza il movimento delle ali. L'energia della vibrazione risuona nel torace.
Quando nell'alveare è presente più di un'ape regina, il canto è più frequente. Si pensa che questo richiamo sia una forma di grido di guerra per la regina avversaria e un invito ai fuchi a volare. Potrebbe anche essere un segnale per avvisare le api operaie che la regina è colei che merita più sostegno di chiunque altro. Una recente teoria ipotizza che il canto sia emesso dalla regina in procinto di sciamare per assicurarsi della presenza di celle feconde e per ritardare la nascita delle vergini.
La regina adulta emette il richiamo con una pulsazione di due secondi seguita da una serie di suoni di un quarto di secondo. La regina delle api africanizzate produce canti più vigorosi e frequenti.

## Marcatura
| Colore | Colore | Anno finisce con |
| ------ | ------ | ---------------- |
| bianco |        | 1 o 6            |
| giallo |        | 2 o 7            |
| rosso  |        | 3 o 8            |
| verde  |        | 4 o 9            |
| blu    |        | 5 o 0            |

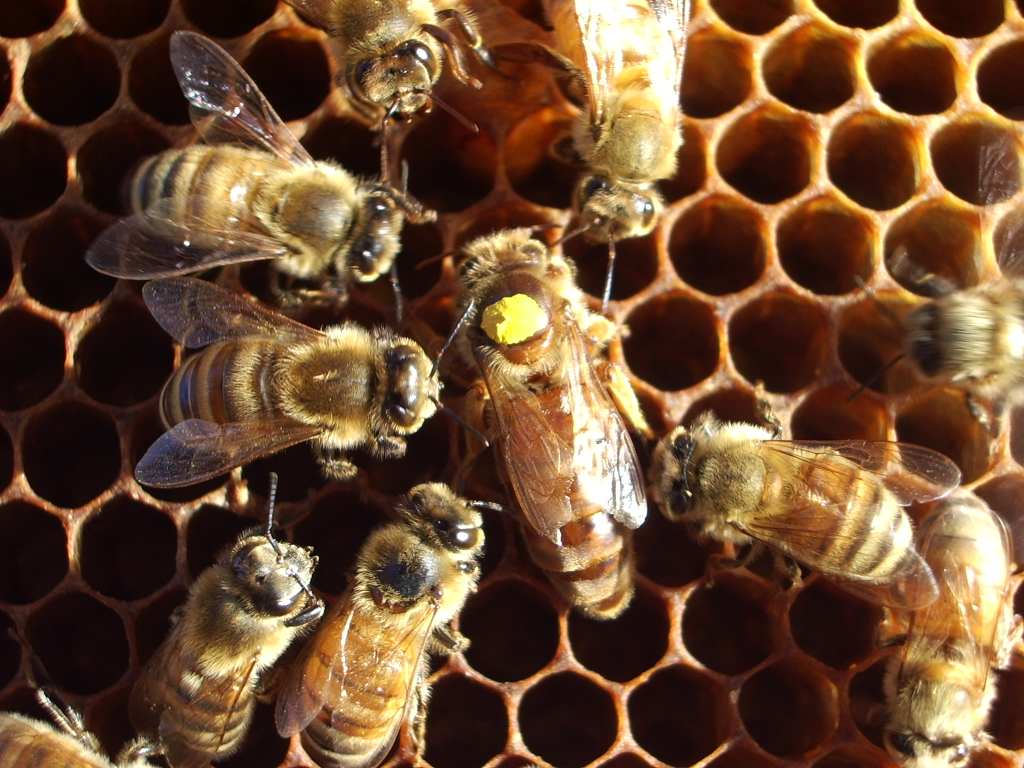
Ape regina marcata

L'addome dell'ape regina è visibilmente più lungo di quello delle operaie che la circondano, malgrado ciò può essere difficoltoso anche per un apicoltore esperto rintracciarla in una famiglia di 60-80.000 api. Per questo molte regine allevate vengono marcate con un pennarello colorato o con appositi dischetti colorati e numerati, incollati sopra la nuca in prossimità dello scutello. La marcatura non crea problemi alla regina, a parte il rischio di danneggiarla durante l'operazione e il pericolo temporaneo di un suo non riconoscimento da parte delle operaie per eventuali nuovi odori che la regina stessa può presentare dopo l'intervento. Inoltre i colori utilizzati permettono, secondo un codice standardizzato, di indicare l'anno di nascita della regina stessa secondo la tabella. Questo artifizio consente all'apicoltore di conoscere l'età delle sue regine e di valutare l'opportunità o meno della loro sostituzione.